# Pogány Béla (újságíró)
Pogány Béla (született Geőbel; Mocsa, 1882. március 24. – 1953.) újságíró, szerkesztő.

## Élete
Középiskoláit az esztergomi bencéseknél végezte, majd a Budapesti Egyetemen filozófiát hallgatott.
Az újságírást már a középiskolában kezdte. Mint középiskolai tanuló két éven át segédkezett Munkácsy Kálmánnak az Esztergom és Vidéke szerkesztésénél. 1900-ban még eredeti nevén jelentek meg írásai, Réger Béla, Gróh József és Szalkay Alfonz diáktársaival a Diák Otthon című titkos ifjúsági szépirodalmi hetilapban. 1902-ben az Új Világban publikált, illetve a Balatonvidékben jelentek meg költeményei.
Dolgozott a Budapesti Napló, majd a Polgár politikai rovatvezetője, 20 éves korától a Független Magyarország, majd Eötvös Károly lapja, az Egyetértés, ismét a Független Magyarország, Komáromi Újság, 8 Órai Újság, Világ, Régi Világ, Új Nemzedék, az Esti Kurír napilap, 1928-tól a Budapesti Hírlap újságoknál is. Levelezője volt a miniszterelnöki sajtóirodának is. 1938-tól a Felvidéki Magyar Hírlap felelős szerkesztője, s egyben a Budapesti Hírlapé is, amikor megindította a Magyar Főváros című lapot. 1939-től a budapesti Pester Lloyd német nyelvű újság helyettes főszerkesztője volt.
A Független Magyarország hasábjain vezette be az irodalomba a nagyváradi Holnaposokat. Adyval a Budapesti Napló szerkesztőségében ismerkedett meg. Sokat foglalkozott a főváros régi életének történetével, fővárosi kérdésekkel, külpolitikával és szépirodalommal. A Magyar Újságírók Szövetsége tagja.

## Művei
- 1902 Akácvirágok. Balatonvidék 1902. március 16.
- 1902 Jöjj velem! Balatonvidék 1902. április 6.
- 1902 Utravaló. Balatonvidék 1902. május 4.
- 1902 Jézus segíts! Balatonvidék 1902. július 13.
- 1902 Tilda édes. Balatonvidék 1902. szeptember 7.
- 1902 Isten veled. Balatonvidék 1902. október 19.
- 1921 Rév-Komárom. Komáromi Lapok 42/29, 2-3 (április 9.)